# Stanisław Afenda
Stanisław Afenda (ur. 22 kwietnia 1923 w Poznaniu, zm. 5 maja 1990 we Wrocławiu) – polski prawnik i działacz opozycyjny, adwokat, w latach 1989–1990 członek Trybunału Stanu.

## Życiorys
Syn i wnuk adwokata, jego rodzicami byli Feliks i Anna. Absolwent Ogólnokształcącego Gimnazjum im. Karola Marcinkowskiego w Poznaniu. Podczas okupacji zatrudniony jako robotnik i stróż nocny, uczestniczył w działalności podziemnej. W 1943 aresztowany przez Gestapo i osadzony w więzieniu Montelupich. Ukończył studia prawnicze na Uniwersytecie Jagiellońskim, od 1948 do 1949 odbywał aplikację sądową w Sądzie Okręgowym we Wrocławiu. Od 1949 do 1951 pracował w Prokuratorii Generalnej, po czym do 1954 działał jako radca prawny. Podjął następnie praktykę jako adwokat w Lubaniu i Bolesławcu, a od 1957 w Zespole Adwokackim nr 5 we Wrocławiu, gdzie został kierownikiem. Działacz i wykładowca prawa cywilnego w Okręgowej Rady Adwokackiej we Wrocławiu, od 1969 jej rzecznik dyscyplinarny, od 1983 do 1989 dziekan. Został członkiem Komisji Praworządności Zarządu Głównego Zrzeszenia Prawników Polskich oraz Wrocławskiego Komitetu Obywatelskiego „Solidarność”. W latach 80. obrońca represjonowanych opozycjonistów m.in. Władysława Frasyniuka. Poddawany represjom przez władze komunistyczne, w tym m.in. postępowaniu dyscyplinarnemu i rozpracowywaniu przez Służbę Bezpieczeństwa. Od 1989 do śmierci był członkiem Trybunału Stanu III kadencji.
Od 1947 był żonaty z Haliną Kielman (1921–1949), miał córkę Elżbietę.

## Odznaczenia
Odznaczony Krzyżem Kawalerskim (1990) i Komandorskim (2009, pośmiertnie) Orderu Odrodzenia Polski, otrzymał też Złoty i Srebrny Krzyż Zasługi oraz Złotą Odznakę Adwokatury.